# Fred Teschler
Fred Teschler (* 27. September 1926 in Dresden; † 11. Juli 1997 ebenda) war ein deutscher Opernsänger (Bass).

## Leben
Sein Vater Friedrich Teschler war Chorist an der Dresdner Staatsoper, er selbst betätigte sich nach dem Zweiten Weltkrieg zunächst als Journalist. Er absolvierte dann eine Stimmausbildung und gab 1955 an der Staatsoper von Dresden sein Debüt als Bauer in Die Kluge von Carl Orff. Er blieb mehr als zwanzig Jahre Mitglied dieses Opernhauses, wurde 1965 Kammersänger und nahm 1979 an der Uraufführung der Oper Vincent von Rainer Kunad teil.
Seit 1962 folgten regelmäßige Gastspiele an der Berliner Staatsoper. Er war auch Gast an der Komischen Oper Berlin, der Stuttgarter Staatsoper, an den Opernhäusern von Sofia, Brno (Brünn), Bukarest, Zürich, Leipzig, Baltimore und Boston sowie bei den Salzburger Festspielen. Bei den Händel-Festspielen von Halle trat er regelmäßig als Interpret der klassischen Barockopern auf.
Neben seinem Bühnenrepertoire von mehr als 40 Rollen war er ein hoch geschätzter Konzert- und Oratorienbassist. Gastspiele und Konzertreisen führten ihn nach Holland und Frankreich, nach Westdeutschland und Finnland, nach Ägypten, Syrien und in den Irak. 
1976 wurde er im Kollektiv Händelinterpreten am Landestheater Halle mit dem Händelpreis des Bezirkes Halle ausgezeichnet.

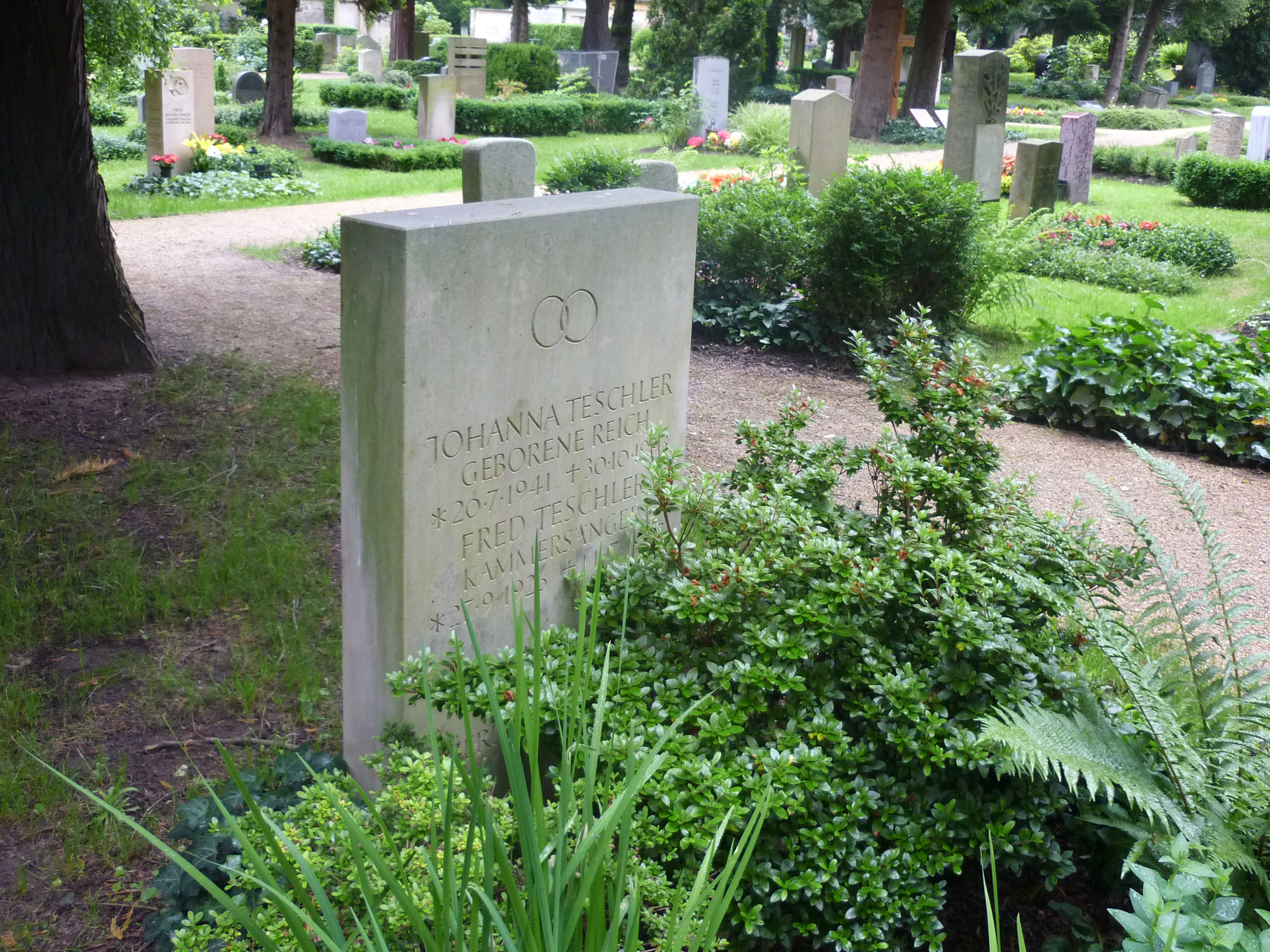
Grab von Fred und Johanna Teschler

Fred Teschler wohnte in Dresden-Wachwitz, Am Steinberg 4, er starb am 11. Juli 1997 in Dresden. Er ist auf dem Loschwitzer Friedhof beerdigt.

## Diskografie
- Paul Dessau: Die Verurteilung des Lukullus (Erster Schatte, Bauer),  Eterna / 1995
- Giuseppe Verdi: Otello (Lodovico) /
- Giuseppe Verdi: Die Macht des Schicksals (Chirurg)
- Peter Tschaikowski: Eugen Onegin (Saretzki)
- Richard Wagner: Parsifal (Titurel)
- Lortzing: Zar und Zimmermann (Admiral Lefort)
- Carl Orff: Der Mond
- Carl Orff: Die Kluge (Der Bauer)
- Richard Strauss: Der Rosenkavalier (Ein Notar)